# الحسن الكاشي
الحسن الكاشي هو شاعر ، من أهل كاشان.
هو الحسن، وقيل محمد حسن الكاشي الآملي، الملقب بأحسن المتكلمين. ولد بآمل طبرستان ونشأ وتعلم بها وعاصر السلطان محمد خدابنده ايلجايتو. عاش إلى أواخر المائة السابعة أو أوائل المائة الثامنة الهجرية، وتوفي في سلطانية ، وقيل بمدينة الكاظمية في العراق. له كتاب «الإنشاء» ، وديوان شعر.